# Miriam Posner Finkel
Miriam Posner Finkel (22. ledna 1916 Chicago, Illinois – 20. srpna 1999 Tucson, Arizona) byla americká radiobioložka, která významně přispěla k objevům v molekulární biologii. Byla členkou Americké biologické společnosti.
Miriam Finkel se podílela na vytvoření několika radiologických zdravotních standardů, včetně práce na relativní biologické účinnosti vnitřní expozice radioizotopů. Izolovala společně se svým týmem myší virus osteogenního sarkomu, nyní známý jako Finkel-Biskis-Jenkins nebo FBJ virus. Další výzkum na tomto poli vedl k objevům virem indukovaných nádorů a vyústil v molekulárně biologický nástroj - gen FOS. Nyní univerzálně používaný nástroj vyšetření.

## Mládí a vzdělání

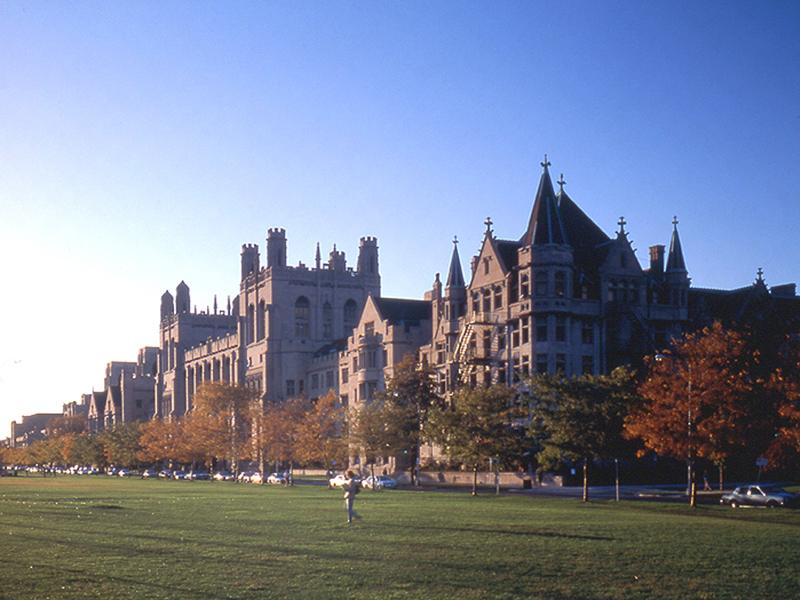
Univerzita v Chicagu

Miriam Dorothy (Miriam Dvorah) Posner se narodila 22. ledna 1916 v Chicagu v Illinois Jacobu a Harrietě Posnerovým. Její rodiče byli emigranti z Ruska.
Miriam vyrůstala v Davenportu v Iowě. Navštěvovala Chicagskou univerzitu a v roce 1938 získala titul B.S. v oboru zoologie. Poté pracovala jako laboratorní instruktorka na Wilson Junior College v Chicagu. Dále pokračovala v doktorském studiu a studiu zoologie. V roce 1944 získala titul Ph.D. na Chicagské univerzitě. Během tohoto období se provdala za Ašera Josepha Finkela, spolužáka na univerzitě.
Po studiích Miriam pracovala jako radiobiolog v metalurgické laboratoři a Clinton Engineer Works.

## Projekt Manhattan

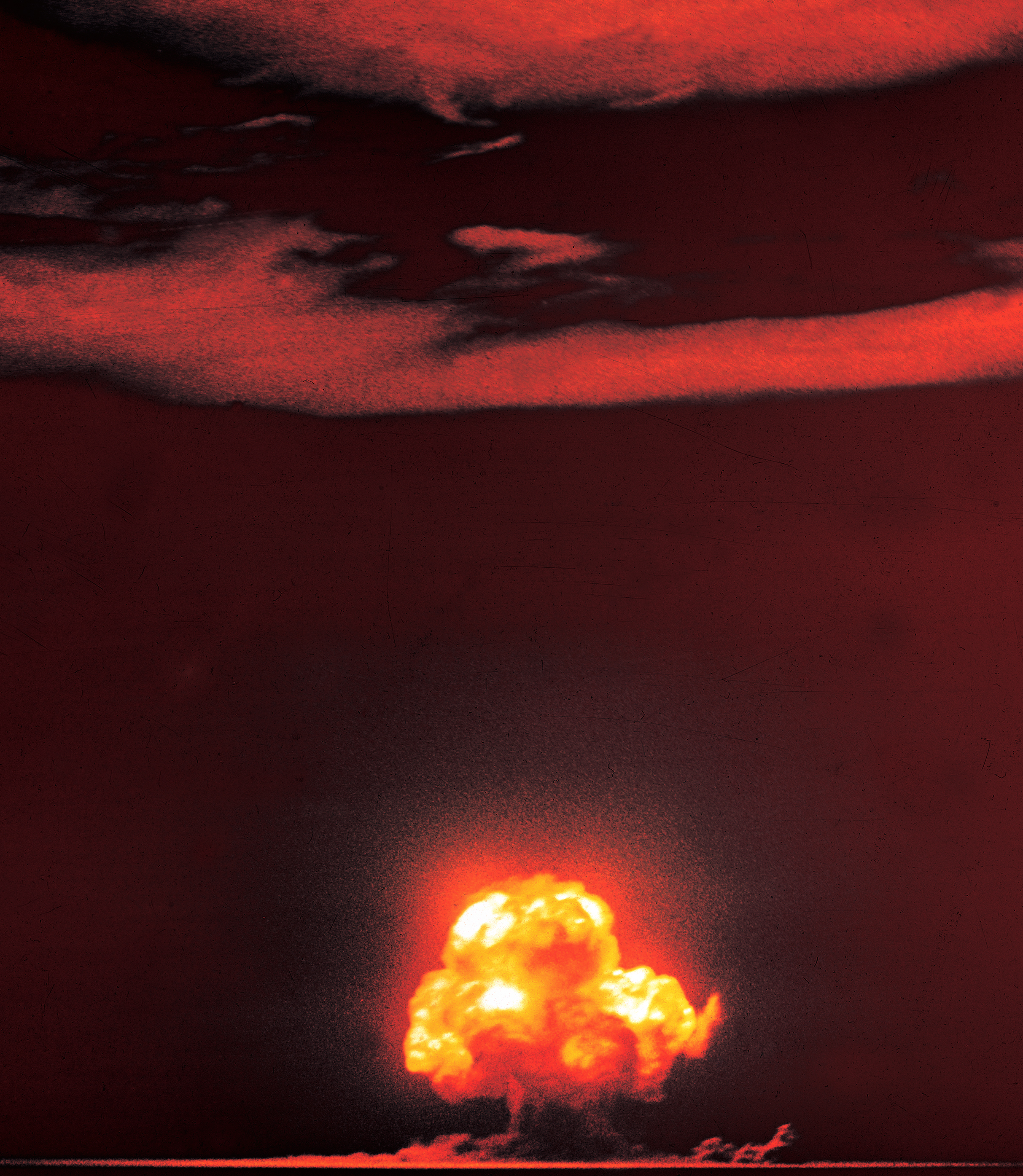
První testovací výbuch atomové bomby Trinity

Během druhé světové války spolupracovala na Projektu Manhattan, což byl utajovaný výzkum atomové bomby. Byla bioložkou v metalurgické laboratoři Chicagské univerzity (Met Lab). Na pracovišti Site B zkoumala základní úrovně toxicity radionuklidů. Ona a její spolupracovníci byli zodpovědní za všechny krátkodobé a dlouhodobé studie o toxických účincích radiační expozice na zvířatech. Vzorky radionuklidů, včetně štěpných produktů, transuranových prvků a prvních vzorků vyrobeného plutonia byly zvířatům podávány injekčně. Pak byly zkoumány jejich reakce na tyto dávky.
Miriam také prováděla studie chronické toxicity stroncia. Později publikovala ve vědeckých zprávách a časopisech mnoho svých zjištění a studií o štěpných produktech radioaktivních prvků a transuranu.
Byla jednou z deseti žen, které podepsaly Szilardovu petici prezidentovi USA (dokument napsaný Leo Szilardem), kterým se snažili zabránit Spojeným státům v použití atomové bomby proti Japonsku.

## Kariera po válce

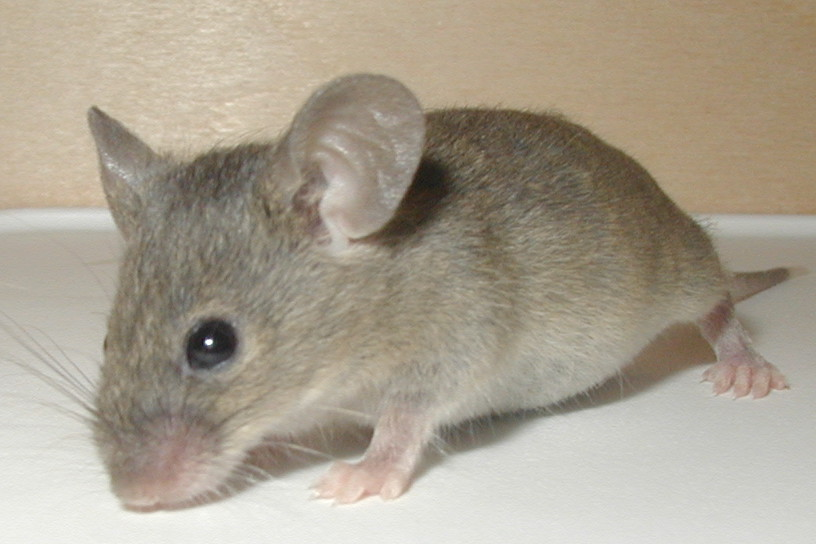
Myš domácí, často používané zvíře k testování v laboratořích.

Po druhé světové válce se stala vedoucí bioložkou v Argonne National Laboratory v Chicagu v Illinois. Tam pokračovala v radiobiologickém výzkumu a zkoumání účinků radiační expozice na živé tvory.
Měla například na starosti program, který testoval účinky vnitřních zářičů na myši. Zkoumala, jak myši vystavené různým dávkám stroncia-90 reagují a jaké zdravotní následky mají. Miriam popsala, že na myši vystavené nejnižším dávkám nemělo záření žádný škodlivý účinek. Naopak u vyšších dávek byly pozorovány očekávané účinky zkrácené délky života a onemocnění leukémií. Její interpretace byla zpochybněna chemikem Linusem Paulingem a dalšími vědci.
Miriam Finkel přispěla k pochopení biologických účinků radiace. S využitím svých znalostí a výzkumu pomohla vyvinout zdravotní a bezpečnostní normy týkající se ozáření.
Zemřela 20. srpna 1999 v Tucsonu v Arizoně ve věku osmdesáti tří let.

## Reference

Mezinárodní symbol pro radioaktivitu.